# شهر باران
شهر باران یک سریال تلویزیونی محصول سال ۱۳۸۲ به کارگردانی سیدجواد هاشمی، نویسندگی سید علیرضا حسینی و تهیه‌کنندگی مجید عباسی است که در ماه رمضان از شبکه دو پخش شد. 
داستان:
شهر باران روایتگر رسمی است که اسد نوابی جد یک خانواده سنتی به جا گذاشته است. طبق این رسم هر کدام از پسران خانواده او در اولین ماه رمضانی که روزه بر آنها واجب می‌شود، صندوقچه‌ای را به ارث می‌برند که حاوی هدیه‌ای گرانبها است.
شایان ذکر است شهر باران لقب تاریخی شهر بندرانزلی می باشد که پر باران ترین شهر ایران است.

## بازیگران
- سیدجواد هاشمی
- فلور نظری
- رضا بنفشه‌خواه
- آتش تقی‌پور
- آرزو آفری
- اکبر قدمی
- امیر گرجی
- بهزاد رحیم‌خانی
- توران قادری
- جواد انصافی
- حسین معلومی
- شیوا بلوریان
- صدیقه کیانفر
- فاطمه طاهری
- مجید فروغی
- محمدرضا دستفال
- محمد حاج حسینی
- محمدرضا ابراهیم‌زاده
- محمود مقامی
- مهدی امینی‌خواه
- مهیار مهرآذر
- نصرت دستمردی